# 广州湾租界条约
《广州湾租界条约》（法語：Convention entre la France et la Chine relative à la concession de Kouang-Tchéou-Ouan）是1899年瓜分风潮期间法国强迫清政府签订的不平等条约。條約原存於中華民國外交部，現典藏於臺北外雙溪國立故宮博物院保存。
1898年（光绪二十四年）3月，法国驻华代办呂班向清政府提出照会，要求中国答应不把云南、广东、广西等省让与他国；中国将来设立邮政局，须聘法国人襄办；法国承建越南至云南昆明铁路（昆河鐵路）；法国在中国南部海岸设立“屯船”之所。1899年11月19日，法国军舰直逼广州湾，迫使清政府代表广西提督苏元春与其远东海军司令高礼睿正式订立此约。共7款。

## 條約內容
- 广州湾（今屬广东湛江），租借给法国（实际上成为法国的殖民地），租期99年（但到1945年二战结束后即移交至中华民国）；
- 租界内归法国管辖，法国可在此驻兵设防，中国船只驶入广州湾须向法国交纳各项税钞；
- 允许法国修筑自广州湾赤坎至安铺铁路，架设电线等。